# Canadian Botanical Conservation Network
Het Canadian Botanical Conservation Network (CBCN) is een netwerk dat zich in Canada bezighoudt met het behoud van zeldzame en bedreigde inheemse plantensoorten, wilde habitats en ecosystemen. Het netwerk is in 1995 opgericht. Het hoofdkwartier van het CBCN is gevestigd bij de Royal Botanical Gardens in Hamilton (Ontario). 
De organisatie richt zich op de ondersteuning van educatieve en natuurbeschermingprogramma's van haar leden, waaronder botanische tuinen en arboreta. Ook het Canadian Museum of Nature is bij het netwerk aangesloten. De CBCN Newsletter is een nieuwsbrief die bericht over activiteiten van de organisatie. 
Het CBCN werkt samen met de American Public Gardens Association en Botanic Gardens Conservation International.